# نارملا (خواننده)
نارملا (زاده ارومیه) خواننده و بازیگری آشوری‌تبار ایرانی ست. او در دهه ۱۳۴۰ فعالیت داشت. وی هم‌اکنون در ایالات متحده آمریکا اقامت دارد. وی مدتی با عارف آهنگ‌های دو صدایی اجرا می‌کرد.
در سال‌های ۱۹۶۳–۱۹۵۵ درحالی‌که اجرای ترانه‌ها به صورت تصنیف بیشتر مورد توجه قرار گرفت، ترانه‌های دوصدایی طرفداران خاص خود را داشت. نارملا از پیشگامان ترانه‌های دوصدایی بود، وی یکی از نخستین خوانندگانی بود که در تلویزیون ملی با عارف به اجرای ترانه‌های دوصدایی پرداخت.

## نارملا و عارف
اسد منصور در اولین قدم عارف را با بابک افشار آشنا کرد.
پس از مدتی نیز نارملا به گروه اضافه شد. هرچند حضور همخوان در قرارداد عارف با اسد منصور وجود نداشت، اما عارف قبول می‌کند. نارملا دختری ایرانی-آشوری بود که دارای صدای سوپرانو بود. اولین حضور نارملا و عارف در تلویزیون در سال ۱۳۴۰ خورشیدی در برنامه‌ای به نام «رنگین کمان» بود. مجری این برنامهٔ تبلیغاتی علی تابش بود که در آن نارملا و عارف ترانه‌های دوصدایی را به صورت زنده اجرا می‌کردند. این برنامه هفته‌ای ۲–۳ بار پخش می‌شد که بسیار مورد توجه تماشاگران قرار گرفت.
محبوبیت ترانه‌های دوصدایی این زوج باعث شد تا آن‌ها به برنامهٔ تلویزیونی دیگری به نام «نقاب سیاه» دعوت شوند.
آهنگ‌هایی که نارملا و عارف اجرا می‌کردند اغلب یونانی بودند که توسط بابک افشار تنظیم می‌شد و بیشتر اشعارش را پرویز وکیلی می‌نوشت. بعدها از نارملا و عارف و بابک به عنوان سه تفنگدار هنری یاد شده‌است.
با مسافرت نارملا به آمریکا و جدا شدنش از گروه، بسیاری معتقد بودند که عارف موقعیتش را از دست خواهد داد، اما او برنامه‌های قابل توجهی را اجرا کرد و توانست در مدت کوتاهی با توفیق کامل روبرو گردد.

## فعالیت‌ها

### بازیگری
1. ترس و تاریکی (۱۳۴۲)
2. جدال به خاطر عشق (۱۳۴۲)
3. در انتهای ظلمت (۱۳۴۱)
4. دختری فریاد می‌کشد (۱۳۴۰)
5. یک قدم تا مرگ (۱۳۴۰)

### ترانه‌ها
از ترانه‌های نارملا می‌توان به این ترانه‌ها اشاره کرد:
1. ترانه‌های با من کازا چوک برقص و گریه کند دل من
2. ترانهٔ دوصدایی دختر ترسا، با صدای نارملا و عارف، شعر از حسین ترکستانی و آهنگ از خسرو ظهیرالدینی
3. ترانهٔ درد و بلات به جونم، با صدای نارملا و ادموند

| ردیف | نام فیلم         | سال ساخت | بازیگر | خوانندگان                          |
| ---- | ---------------- | -------- | ------ | ---------------------------------- |
| ۰۱   | نابغه هفت‌ماهه    | ۱۳۴۳     | -      | نارملا، عارف                       |
| ۰۲   | قربانی هوس       | ۱۳۴۲     | -      | نارملا، عارف و آفت                 |
| ۰۳   | طلاق             | ۱۳۴۲     | -      | نارملا، عارف، منتجم شیرازی، یاسمین |
| ۰۴   | جدال به خاطر عشق | ۱۳۴۲     | -      | نارملا، عارف                       |
| ۰۵   | ترس و تاریکی     | ۱۳۴۲     | -      | نارملا، عارف                       |